# ユリウス・コッホ
ユリウス・コッホ（Julius Koch、1872年 - 1902年3月30日）は、医学的に確証がある身長8フィート（2.4384m）以上に成長した12人のうちの1人である。Le Geant Constantinの通称でも知られた彼の身長は、245.9センチメートルだった。

## 生涯
ドイツ南西部のロイトリンゲンで生まれたコッホは、巨人症によって著しい身長の伸びを示し、身長は推定で245.9センチメートルとなった。後に脚部に壊疽を起こしたため、切断することになった。彼が生存していた時期は、同じく長身の人物で、推定身長8フィート9インチ（約2.67m）だったジョン・W・ローガン（1905年没）とほぼ同じだったため、当時の世界最高身長の人物ではなかった。彼の大腿骨は最大で76センチメートル、手首から先の長さは37.5センチメートルだった。コッホの下腿部の長さは、幾つかの記録によれば32インチだったという。
コッホはベルギーのモンスで1902年3月30日に死去し、骨格はその地の博物館に保存された。なお、同じ1902年に公開された映画史初期の短編映画『The Giant Constantin』に出演している。